# Bû
Bû – miejscowość i gmina we Francji, w Regionie Centralnym, w departamencie Eure-et-Loir.
Według danych na rok 1990 gminę zamieszkiwało 1419 osób, a gęstość zaludnienia wynosiła 63 osoby/km² (wśród 1842 gmin Regionu Centralnego Bû plasuje się na 282. miejscu pod względem liczby ludności, natomiast pod względem powierzchni na miejscu 576.).